# Gramercy Park
Pour les articles homonymes, voir Gramercy.
Gramercy Park est un petit parc privé et clôturé du quartier de Gramercy, dans l'arrondissement de Manhattan à New York. Le parc a donné son nom au quartier homonyme. Il n'est accessible qu'aux habitants de certaines résidences situées à proximité, et constitue l'un des deux seuls parcs encore privés de la ville, avec le Sunnyside Gardens Park. Il a aussi donné son nom à une BD homonyme parue chez Gallimard en avril 2018.
Le Gramercy Park est situé entre la 20e rue et la 21e rue, à l'ouest de la 3e avenue et à l'est de Lexington. Le nom du parc ainsi que du quartier provient du néerlandais krom mesje qui peut se traduire par « petit couteau tordu », faisant référence à un petit ruisseau qui coulait dans la zone.
Le parc d'environ 2 acres (0,81 ha), situé dans le Gramercy Park Historic District, est l'un des deux parcs privés à New York City - le second se prénomme Sunnyside Gardens Park dans le Queens - ainsi que l'un des trois seulement dans l'état, seules les personnes résidant autour du parc et payant une redevance annuelle ont une clé et le public n'est généralement pas autorisé à - bien que les trottoirs des rues autour de la Parc sont une course populaire de jogging, de promenade et de marche de chien. 
Le quartier, qui est partagé entre New York City Manhattan Community Board 5 (en) et Manhattan Community Board 6 (en), est généralement perçue comme une zone calme et sûre. 
Le quartier principal, le quartier historique associé et le parc ont généralement reçu des commentaires positifs. Charlotte Devree, dans le New York Times, a déclaré: «Il n'y a rien d'autre comme Gramercy Park dans le pays.» Lorsque la New York City Landmarks Preservation Commission a créé le Gramercy Park Historic District en 1966, ils ont cité le livre de John B. Pine en 1921, The Story of Gramercy Park. 
L'aménagement du Gramercy Park représente l'une des premières tentatives de planification urbaine dans ce pays. En tant que parc donné aux propriétaires potentiels du terrain qui l'entoure et détenu en fiducie pour ceux qui ont fabriqué leurs maisons autour de lui, Gramercy Park est unique dans cette ville et peut-être dans ce pays, il représente le seul quartier, avec peut-être une exception, qui est restée relativement inchangée pendant quatre-vingts ans, le parc est l'un des repères de la ville.

## Limites
Le Gramercy Park lui-même est situé entre la East 20th Street (appelée Gramercy Park South) et East 21st Street (appelée Gramercy Park North), et entre Gramercy Park West et Gramercy Park East, deux rues à mi-bloc situées entre Park Avenue Sud et la troisième avenue. Irving Place débute à l'extrémité sud du parc Gramercy, se dirigeant vers la 14e rue, et l'avenue Lexington, une importante artère nord-sud sur l'East Side de Manhattan, se termine à l'extrémité nord.
Les limites du quartier sont la 14e rue au sud, la troisième avenue à l'est, la 23e rue au nord, et l'avenue de parc sud à l'ouest. À proximité se trouvent le district de Flatiron à l'ouest, Union Square au sud-ouest, East Village au sud, Stuyvesant Town et Peter Cooper Village à l'est, Rose Hill au nord-ouest et Kips Bay au nord-est.
Les limites du District historique, fixé en 1966 et étendu en 1988, sont irrégulières, se trouvant dans le voisinage, et peuvent être vus dans la carte dans l'infobox à droite. Une extension proposée au district inclurait plus de 40 bâtiments supplémentaires sur le parc Gramercy Est et le nord, l'avenue Lexington, l'avenue Park Sud, les rues East 22nd et East 19th, et Irving Place.

## Étymologie
La région a reçu son nom en tant qu'anglicisation de « Crommessie », qui est dérivé du néerlandais Krom Moerasje, signifiant « petit marais crooked », ou Krom Mesje, signifiant le « petit couteau crooked », décrivant La forme du marais, du ruisseau et de la colline sur le site. Le ruisseau, qui plus tard est devenu connu sous le nom de Crommessie Vly, a coulé dans un ravin de 40 pieds le long de ce qui est maintenant la 21e rue dans la rivière Est à la 18e rue. « Krom Moerasje » / « Krom Mesje » est devenu corrompu à « Crommessie » ou « Crommashie ». Le maire James Duane - pour qui la rue Duane de la ville est nommée - a acquis le site en 1761 de Gerardus Stuyvesant et l'a nommé « Siège de Gramercy ». « Gramercy » est un mot anglais archaïque signifiant « beaucoup de mercis » et provenant directement du français « Grand merci », expression usuelle jusqu'au XXe siècle et qui demeure en occitan-provençal sous la forme « Gramerci ».

## Histoire

### Origine et développement
La région qui est maintenant Gramercy Park était une fois au milieu d'un marécage. En 1831 Samuel B. Ruggles (en), un promoteur et défenseur de l'espace ouvert, a proposé l'idée pour le parc en raison de la croissance vers le nord de Manhattan.Il a acheté la propriété, qui était alors une ferme appelée "Gramercy Farm", de James Duane, fils de l'ancien maire, père de James Chatham Duane, et un descendant de Peter Stuyvesant. Pour développer la propriété, Ruggles a dépensé $ 180,000 pour le paysager, drainant le marais et causant environ un million de horsecart charges de la terre pour être déplacé. Il posa ensuite le «Gramercy Square», donnant la possession de la place aux propriétaires des 66 parcelles qu'il avait tracées pour l'entourer, et demandant le statut d'exonération fiscale pour le parc que le conseil d'administration de la ville accorda en 1832. C'était la deuxième place privée créée dans la ville, après la place d'Hudson, également connue comme le parc de rue John, qui a été disposé par la paroisse de l'église de trinité. La numérotation des lots a débuté au n°1 au coin nord-ouest, sur le parc Gramercy Ouest, et a continué dans le sens inverse des aiguilles d'une montre: sud vers le bas Gramercy Park West, puis ouest à est le long de Gramercy Park South (East 20th Street) et enfin de l'est à l'ouest le long de Gramercy Park North (East 21st Street). 
Dans le cadre de son plan général pour la place, Ruggles a également provoqué la création par la législature de l'État de Lexington Avenue et Irving Place deux nouvelles routes nord-sud disposées entre la troisième et la quatrième avenues et nourrir son développement à Le haut et le bas du parc. Des nouvelles rues ont réduit le nombre de lots autour du parc de 66 à 60.  
Certaines des maisons de ville d'origine entourant le parc, celles du # 1 au # 4 Gramercy Park, ont été construites entre 1844 et 1850.  
Gramercy Park a été enfermé par une clôture en 1833, mais la construction sur les lots environnants n'a pas commencé avant les années 1840, en raison de la Panique de 1837.D'un point de vue, cela a été une bonne chose, puisque l'ouverture de l'aqueduc de Croton en 1842 a permis de construire de nouvelles maisons en rangée avec de la plomberie intérieure.  
La première réunion formelle des syndics du parc a eu lieu en 1844 à 17 Union Square (ouest), le manoir de James W. Gerard, qui n'est plus existant, ayant été démoli en 1938. À cette époque, l'aménagement paysager avait déjà commencé avec l'embauche de James Virtue en 1838, qui a planté des trottoirs à l'intérieur de la clôture comme une frontière; En 1839, des sentiers avaient été aménagés et des arbres et des arbustes plantés. La plantation principale a également eu lieu en 1844  - la même année les portes du parc ont d'abord été verrouillées - suivi par l'aménagement paysager additionnel par Brinley & Holbrook en 1916. Ces plantations ont eu l'effet de ramollir la conception formelle primée des parcs.

### Événements duXIXesiècle
En 1863, dans un geste sans précédent, Gramercy Park a été ouvert aux soldats de l'Union impliqués dans la répression des violentes émeutes de traite, qui ont éclaté à New York, après l'introduction de la conscription pour la guerre civile. Gramercy Park lui-même avait été protégé par des troupes de l'artillerie du Huitième Régiment, tandis que les 152e Volontaires de New York campaient sur la place voisine Stuyvesant.
Gramercy Park (Est), au numéro 34 et au numéro 36, sont deux des premiers immeubles à appartements de New York, conçus en 1883 et en 1905. De plus, le numéro 34 est le plus ancien immeuble d'appartements coopératif existant dans la ville. Ailleurs dans le quartier, les pierres brunes et les maisons de calèche du XIXe siècle abondent, bien que les années 1920 aient vu l'apparition d'appartements à louer et de gratte-ciels dans la région.
En 1890, il y a eu une tentative de faire passer un téléphérique dans le parc pour relier Irving Place à Lexington Avenue. Le projet de loi a été adopté par l'Assemblée législative de l'État de New York, mais le gouverneur David B. Hill s'y est opposé. Vingt-deux ans plus tard, en 1912, une autre proposition relierait Irving Place et Lexington Avenue, divisant le parc en deux, mais fut défaite par les efforts de la Gramercy Park Association, désormais appelée Gramercy Neighborhood Associates.
À la fin du XIXe siècle, de nombreuses institutions caritatives ayant une influence dans la définition de la politique sociale se trouvaient dans la 23e rue et certaines, telles que la Fédération des agences de protection sociale protestantes, sont toujours présentes dans la région. L'église Calvary sur Gramercy Park North a un garde-manger qui ouvre ses portes une fois par semaine pendant une heure. La synagogue Brotherhood sur Gramercy Park South était une station de chemin de fer clandestin avant la guerre de sécession, lorsque le bâtiment était une salle de réunion Quaker en 1859.

### XXeetXXIesiècles
L'hôtel Irving, situé au 26 Gramercy Park South, a été construit vers 1903. Parmi ses invités se trouvait un jeune Preston Sturges, qui y séjourna en 1914 alors que sa mère vivait avec Isadora Duncan à l’hôtel Ritz-Carlton. Une maison de ville située du côté nord du parc servait d'école de danse à Duncan. Son studio était situé à l'angle nord-est de Park Avenue South (alors Fourth Avenue) et de 23rd Street. L'hôtel Irving a été transformé en coopérative en 1986.
Au centre du parc se trouve une statue de l'un des résidents les plus célèbres de la région, Edwin Booth, qui a été dédiée le 13 novembre 1918. Booth était l'un des grands acteurs shakespeariens du XIXe siècle américain, ainsi que le frère de John Wilkes Booth, l'assassin d'Abraham Lincoln. Le manoir situé au n°16 de Gramercy Park (sud) a été acheté par Booth et rénové par Stanford White à la demande du club des joueurs, fondé par Booth. Il remit l'acte à l'édifice le 31 décembre 1888. À côté, au # 15 Gramercy Park (sud), se trouve le National Arts Club, établi en 1884 dans un manoir de style gothique victorien qui abritait à l'origine le gouverneur de New York et candidat à la présidence de 1876, Samuel J. Tilden. Tilden avait des portes en acier et un tunnel de secours menant à East 19th Street pour se protéger de la politique parfois violente de l'époque.
Le 20 septembre 1966, une partie du quartier de Gramercy Park a été désignée district historique, dont les limites ont été étendues le 12 juillet 1988. Le district a été inscrit sur le registre national des lieux historiques en 1980. Une extension proposée du district inclurait des bâtiments à proximité, tels que la Manhattan Trade School for Girls, désormais l'école du futur, et les bâtiments des tribunaux pour enfants et des tribunaux de la famille, qui font maintenant partie du Baruch College, tous situés sur East 22nd Street.
En 1983, Fantasy Fountain, une sculpture en bronze de 4,5 pierres (29 kg) de Greg Wyatt fut installée dans le parc.
L'une des plus importantes explosions de vapeur à New York s'est produite près de Gramercy Park en 1989, tuant deux employés de Consolidated Edison et un spectateur, causant des dommages de plusieurs millions de dollars aux bâtiments de la région.
En 2012, 18 Gramercy Park South - anciennement la résidence pour femmes Parkside Evangeline de l'Armée du Salut, puis une installation de la School of Visual Arts - ont été vendus à Global Holdings par Eyal Ofer et aux frères Zeckendorf pour 60 millions de dollars aux fins de conversion en copropriété par Copan Stern, y compris un duplex en attique de 42 millions de dollars. Le bâtiment de 17 étages est le plus haut du parc et date de 1927.

### Propriété et accès au parc
En tant que parc privé, Gramercy Park est un lieu commun aux propriétaires des 39 structures environnantes, comme c'est le cas depuis le 31 décembre 1831. Deux clés sont attribuées à chacun des lots d'origine entourant le parc, et les propriétaires peuvent acheter des clés moyennant des frais qui s'élevaient à 10 USD par clé, mais en 2008, ils s'élevaient à 350 USD et 1 000 USD pour les clés perdues, qui s'élève à 2 000 dollars pour une deuxième instance. Les serrures Medeco sont changées chaque année, et les privilèges de clé sont révoqués pour toute propriété ne versant pas la cotisation annuelle de 7 500 dollars par lot ; de plus, les clés sont très difficiles à reproduire. En 2012, il y avait 383 clés en circulation, chacune numérotée et codée individuellement.
Les membres du Players Club et du National Arts Club, ainsi que les clients du Gramercy Park Hotel, qui dispose de 12 clés, y ont accès, de même que l’église Calvary et la synagogue Brotherhood; les clients de l'hôtel sont escortés jusqu'au parc et sont pris en charge plus tard par le personnel de l'hôtel. En outre, les propriétaires des appartements en copropriété de luxe du 57 Irving Place, achevés en 2012, peuvent obtenir un accès clé au parc en devenant membres du Players Club, même si l'immeuble est situé à plusieurs pâtés de maisons du parc.